# Threading Building Blocks
Die Threading Building Blocks (auch Intel Threading Building Blocks oder kurz TBB) ist eine vom Halbleiterhersteller Intel entwickelte C++-Programmbibliothek zur effizienten Nutzung von Mehrkernprozessoren. Die Bibliothek bietet einen Satz von Datenstrukturen und Algorithmen, die bei der Verwendung von Threads helfen, typische Probleme zu vermeiden. TBB verwendet bei der Implementierung Template-Programmierung.
Version 1.0 von TBB wurde von Intel im August 2006 freigegeben. Im September 2011 wurde die Version 4.0 veröffentlicht. TBB 4.0 unterstützt Windows (XP oder neuer), macOS (version 10.4.4 oder höher) und Linux.